# DM i landevejscykling 2023 – Linjeløb (damer)
Damernes linjeløb ved DM i landevejscykling 2023 blev afholdt søndag den 25. juni i Aalborg. Linjeløbet foregik over 127,2 km.
For første gang blev der kåret en danmarksmester blandt U23 damerne i linjeløb, som deltog i samme løb som elitedamerne. U23-klassen havde mulighed for både at blive U23- og elitedanmarksmester. Junior damerne deltog også i løbet, men kunne ikke få medalje i hverken Dame Elite eller U23.
Løbet blev vundet af Rebecca Koerner fra Uno-X Pro Cycling Team. Marie-Louise Hartz Krogager og Amalie Kvist Nybroe fra Team Interklima ABC Copenhagen tog sig af de resterende podiepladser. Solbjørk Minke Anderson blev U23-danmarksmester.

## Resultater

### Elite
| \| Samlede stilling \| Samlede stilling \| Samlede stilling \| Samlede stilling \| Samlede stilling \| \| Rytter \| Rytter \| Hold \| Tid \| \| \| ---------------- \| ---------------------------- \| -------------------------------- \| ---------------- \| ---------------- \| \| 1. \| Rebecca Koerner \| Uno-X Pro Cycling Team \| 3t 25' 50" \| \| \| 2. \| Marie-Louise Hartz Krogager \| Interklima ABC Copenhagen \| + 1' 35" \| \| \| 3. \| Amalie Kvist Nybroe \| Interklima ABC Copenhagen \| + 1' 35" \| \| \| 4. \| Amalie Dideriksen \| Uno-X Pro Cycling Team \| + 3' 45" \| \| \| 5. \| Solbjørk Minke Anderson \| Grand Est-Komugi-La Fabrique \| + 3' 45" \| \| \| 6. \| Marita Jensen \| Interklima ABC Copenhagen \| + 3' 45" \| \| \| 7. \| Cecilie Uttrup Ludwig \| FDJ-Suez \| + 3' 45" \| \| \| 8. \| Tusnelda Svanholmer \| Team Rytger powered by Carl Ras \| + 3' 48" \| \| \| 9. \| Emma Norsgaard Bjerg \| Movistar Team \| + 3' 48" \| \| \| 10. \| Mie Nordlund Pedersen \| ACR Women Elite \| + 5' 49" \| \| \| 11. \| Julie Nielsen Maribo \| Interklima ABC Copenhagen \| + 6' 48" \| \| \| 12. \| Christina Bragh Lorenzen \| Interklima ABC Copenhagen \| + 8' 00" \| \| \| 13. \| Janni Spangsberg \| Varde Cykelklub \| + 8' 00" \| \| \| 14. \| Trine Andersen \| CeramicSpeed Herning CK Elite \| + 8' 02" \| \| \| 15. \| Ida Mechlenborg Krum \| Grouwels-Watersley R&D Road Team \| + 9' 25" \| \| \| 16. \| Ellen Hjøllund Klinge \| Carbonbike Giordana by Gen Z \| + 9' 25" \| \| \| 17. \| Josefine Huitfeldt \| Cycling Club Hillerød \| + 9' 25" \| \| \| 18. \| Mille Troelsen \| KDM-Pack Cycling Team \| + 9' 25" \| \| \| 19. \| Kirstine Frida Rysbjerg Munk \| ACR Women Elite \| + 9' 25" \| \| \| 20. \| Kathrine Olivia Madsen \| ACR Women Elite \| + 9' 25" \| \| |                              |                                  |            |
| |                              |                                  |            |
| Kilde: ProCyclingStats |                              |                                  |            |
| Samlede stilling |                              |                                  |            |
| Rytter | Rytter                       | Hold                             | Tid        |
| 1. | Rebecca Koerner              | Uno-X Pro Cycling Team           | 3t 25' 50" |
| 2. | Marie-Louise Hartz Krogager  | Interklima ABC Copenhagen        | + 1' 35"   |
| 3. | Amalie Kvist Nybroe          | Interklima ABC Copenhagen        | + 1' 35"   |
| 4. | Amalie Dideriksen            | Uno-X Pro Cycling Team           | + 3' 45"   |
| 5. | Solbjørk Minke Anderson      | Grand Est-Komugi-La Fabrique     | + 3' 45"   |
| 6. | Marita Jensen                | Interklima ABC Copenhagen        | + 3' 45"   |
| 7. | Cecilie Uttrup Ludwig        | FDJ-Suez                         | + 3' 45"   |
| 8. | Tusnelda Svanholmer          | Team Rytger powered by Carl Ras  | + 3' 48"   |
| 9. | Emma Norsgaard Bjerg         | Movistar Team                    | + 3' 48"   |
| 10. | Mie Nordlund Pedersen        | ACR Women Elite                  | + 5' 49"   |
| 11. | Julie Nielsen Maribo         | Interklima ABC Copenhagen        | + 6' 48"   |
| 12. | Christina Bragh Lorenzen     | Interklima ABC Copenhagen        | + 8' 00"   |
| 13. | Janni Spangsberg             | Varde Cykelklub                  | + 8' 00"   |
| 14. | Trine Andersen               | CeramicSpeed Herning CK Elite    | + 8' 02"   |
| 15. | Ida Mechlenborg Krum         | Grouwels-Watersley R&D Road Team | + 9' 25"   |
| 16. | Ellen Hjøllund Klinge        | Carbonbike Giordana by Gen Z     | + 9' 25"   |
| 17. | Josefine Huitfeldt           | Cycling Club Hillerød            | + 9' 25"   |
| 18. | Mille Troelsen               | KDM-Pack Cycling Team            | + 9' 25"   |
| 19. | Kirstine Frida Rysbjerg Munk | ACR Women Elite                  | + 9' 25"   |
| 20. | Kathrine Olivia Madsen       | ACR Women Elite                  | + 9' 25"   |

### U23
| \| Samlede stilling \| Samlede stilling \| Samlede stilling \| Samlede stilling \| Samlede stilling \| \| Rytter \| Rytter \| Hold \| Tid \| \| \| ---------------- \| -------------------------- \| -------------------------------- \| ---------------- \| ---------------- \| \| 1. \| Solbjørk Minke Anderson \| Grand Est-Komugi-La Fabrique \| 3t 29' 35" \| \| \| 2. \| Tusnelda Svanholmer \| Team Rytger powered by Carl Ras \| + 3" \| \| \| 3. \| Ida Mechlenborg Krum \| Grouwels-Watersley R&D Road Team \| + 5' 40" \| \| \| 4. \| Mille Troelsen \| KDM-Pack Cycling Team \| + 5' 40" \| \| \| 5. \| Kathrine Olivia Madsen \| ACR Women Elite \| + 5' 40" \| \| \| 6. \| Mette Egtoft Jensen \| Lotto Dstny Ladies \| + 6' 54" \| \| \| 7. \| Fie Vinther Friis-Andersen \| Aalborg Cykle-Ring \| + 13' 32" \| \| |                            |                                  |            |
| |                            |                                  |            |
| Kilde: ProCyclingStats |                            |                                  |            |
| Samlede stilling |                            |                                  |            |
| Rytter | Rytter                     | Hold                             | Tid        |
| 1. | Solbjørk Minke Anderson    | Grand Est-Komugi-La Fabrique     | 3t 29' 35" |
| 2. | Tusnelda Svanholmer        | Team Rytger powered by Carl Ras  | + 3"       |
| 3. | Ida Mechlenborg Krum       | Grouwels-Watersley R&D Road Team | + 5' 40"   |
| 4. | Mille Troelsen             | KDM-Pack Cycling Team            | + 5' 40"   |
| 5. | Kathrine Olivia Madsen     | ACR Women Elite                  | + 5' 40"   |
| 6. | Mette Egtoft Jensen        | Lotto Dstny Ladies               | + 6' 54"   |
| 7. | Fie Vinther Friis-Andersen | Aalborg Cykle-Ring               | + 13' 32"  |

## Hold og ryttere
| UCI Women's WorldTeams (3)- Movistar Team - FDJ-Suez - Uno-X Pro Cycling Team UCI Women's Kontinentalhold (4)- Lotto Dstny Ladies - Proximus-Alphamotorhomes-Doltcini CT - Grand Est-Komugi-La Fabrique - Torelli DCU Elite Teams (4)- Team Rytger powered by Carl Ras - Nyt Syn by Fialla powered by Extreme - Interklima ABC Copenhagen - CeramicSpeed Herning CK Elite Amatørkvindehold (5)- Grouwels-Watersley R&D Road Team - ACR Women Elite - JS.dk - Carbonbike Giordana by Gen Z - KDM-Pack Cycling Team Regional- og klubhold (11)- Sydkysten Cycling - Cycling Club Hillerød - Aarhus Studenternes Cykelklub - Aalborg Cykle-Ring - Arbejdernes Bicycle Club København - Varde Cykelklub - Nordjysk Bicycle Club - Cykle Klubben Aarhus - Middelfart Cykel Club - Cykle Clubben Hjørring - Horsens Amatør Cykleklub |
| |

### Startliste, elite
| FDJ-Suez FST | FDJ-Suez FST                | FDJ-Suez FST |
| ------------ | --------------------------- | ------------ |
| Nr.          | Rytter                      | Placering    |
| 1            | Cecilie Uttrup Ludwig (DEN) | 7.           |

| Movistar Team MOV | Movistar Team MOV    | Movistar Team MOV |
| ----------------- | -------------------- | ----------------- |
| Nr.               | Rytter               | Placering         |
| 2                 | Emma Norsgaard Bjerg | 9.                |

| Uno-X Pro Cycling Team UXT | Uno-X Pro Cycling Team UXT | Uno-X Pro Cycling Team UXT |
| -------------------------- | -------------------------- | -------------------------- |
| Nr.                        | Rytter                     | Placering                  |
| 3                          | Amalie Dideriksen (DEN)    | 4.                         |
| 4                          | Rebecca Koerner            | 1.                         |

| Proximus-Alphamotorhomes-Doltcini ___ | Proximus-Alphamotorhomes-Doltcini ___ | Proximus-Alphamotorhomes-Doltcini ___ |
| ------------------------------------- | ------------------------------------- | ------------------------------------- |
| Nr.                                   | Rytter                                | Placering                             |
| 5                                     | Trine Holmsgaard                      | DNS                                   |

| Arbejdernes Bicycle Club København ___ | Arbejdernes Bicycle Club København ___ | Arbejdernes Bicycle Club København ___ |
| -------------------------------------- | -------------------------------------- | -------------------------------------- |
| Nr.                                    | Rytter                                 | Placering                              |
| 6                                      | Louise Vig Clausen                     | 32.                                    |
| 7                                      | Sophie Nielsen Trampe                  | DNF                                    |

| ACR Women Elite ___ | ACR Women Elite ___          | ACR Women Elite ___ |
| ------------------- | ---------------------------- | ------------------- |
| Nr.                 | Rytter                       | Placering           |
| 8                   | Mie Nordlund Pedersen        | 10.                 |
| 9                   | Caroline Kirk Schad          | DNF                 |
| 10                  | Kirstine Frida Rysbjerg Munk | 19.                 |
| 11                  | Anna Serop                   | 29.                 |

| Carbonbike Giordana by Gen Z ___ | Carbonbike Giordana by Gen Z ___ | Carbonbike Giordana by Gen Z ___ |
| -------------------------------- | -------------------------------- | -------------------------------- |
| Nr.                              | Rytter                           | Placering                        |
| 12                               | Ellen Hjøllund Klinge            | 16.                              |

| CeramicSpeed Herning CK Elite ___ | CeramicSpeed Herning CK Elite ___ | CeramicSpeed Herning CK Elite ___ |
| --------------------------------- | --------------------------------- | --------------------------------- |
| Nr.                               | Rytter                            | Placering                         |
| 13                                | Trine Andersen (DEN)              | 14.                               |

| Cycling Club Hillerød ___ | Cycling Club Hillerød ___ | Cycling Club Hillerød ___ |
| ------------------------- | ------------------------- | ------------------------- |
| Nr.                       | Rytter                    | Placering                 |
| 14                        | Josefine Huitfeldt        | 17.                       |

| Cykle Clubben Hjørring ___ | Cykle Clubben Hjørring ___   | Cykle Clubben Hjørring ___ |
| -------------------------- | ---------------------------- | -------------------------- |
| Nr.                        | Rytter                       | Placering                  |
| 15                         | Laura Pernille Kragh Nielsen | 25.                        |

| Cykle Klubben Aarhus ___ | Cykle Klubben Aarhus ___ | Cykle Klubben Aarhus ___ |
| ------------------------ | ------------------------ | ------------------------ |
| Nr.                      | Rytter                   | Placering                |
| 16                       | Emma Blom                | DNS                      |

| Horsens Amatør Cykleklub ___ | Horsens Amatør Cykleklub ___ | Horsens Amatør Cykleklub ___ |
| ---------------------------- | ---------------------------- | ---------------------------- |
| Nr.                          | Rytter                       | Placering                    |
| 17                           | Maria Lysdal                 | 21.                          |

| Middelfart Cykel Club ___ | Middelfart Cykel Club ___ | Middelfart Cykel Club ___ |
| ------------------------- | ------------------------- | ------------------------- |
| Nr.                       | Rytter                    | Placering                 |
| 18                        | Maj Hinrichsen            | DNF                       |

| Nordjysk Bicycle Club ___ | Nordjysk Bicycle Club ___ | Nordjysk Bicycle Club ___ |
| ------------------------- | ------------------------- | ------------------------- |
| Nr.                       | Rytter                    | Placering                 |
| 19                        | Anna Damgaard Eriksen     | 23.                       |

| Sydkysten Cycling ___ | Sydkysten Cycling ___ | Sydkysten Cycling ___ |
| --------------------- | --------------------- | --------------------- |
| Nr.                   | Rytter                | Placering             |
| 20                    | Helene Kjær Pedersen  | DNF                   |

| Interklima ABC Copenhagen ___ | Interklima ABC Copenhagen ___ | Interklima ABC Copenhagen ___ |
| ----------------------------- | ----------------------------- | ----------------------------- |
| Nr.                           | Rytter                        | Placering                     |
| 21                            | Johanna Clausen Koerner       | DNF                           |
| 22                            | Maja Winther Brandt Heisel    | DNS                           |
| 23                            | Julie Nielsen Maribo          | 11.                           |
| 24                            | Marie-Louise Hartz Krogager   | 2.                            |
| 25                            | Marita Jensen                 | 6.                            |
| 26                            | Amalie Kvist Nybroe           | 3.                            |
| 27                            | Christina Bragh Lorenzen      | 12.                           |

| JS.dk ___ | JS.dk ___          | JS.dk ___ |
| --------- | ------------------ | --------- |
| Nr.       | Rytter             | Placering |
| 28        | Sidsel Møller Hvas | 26.       |
| 29        | Frederikke Asfeldt | 22.       |

| Team Nyt Syn by Fialla powered by Extreme ___ | Team Nyt Syn by Fialla powered by Extreme ___ | Team Nyt Syn by Fialla powered by Extreme ___ |
| --------------------------------------------- | --------------------------------------------- | --------------------------------------------- |
| Nr.                                           | Rytter                                        | Placering                                     |
| 30                                            | Mia Sofie Rützou (DEN)                        | DNF                                           |
| 31                                            | Mathilde Nødskov Aguirre                      | 31.                                           |
| 32                                            | Anika Rasmussen                               | DNF                                           |

| Torelli TOR | Torelli TOR          | Torelli TOR |
| ----------- | -------------------- | ----------- |
| Nr.         | Rytter               | Placering   |
| 33          | Amalie Winther Olsen | 27.         |

| Varde Cykelklub ___ | Varde Cykelklub ___ | Varde Cykelklub ___ |
| ------------------- | ------------------- | ------------------- |
| Nr.                 | Rytter              | Placering           |
| 34                  | Janni Spangsberg    | 13.                 |

| Aalborg Cykle-Ring ___ | Aalborg Cykle-Ring ___   | Aalborg Cykle-Ring ___ |
| ---------------------- | ------------------------ | ---------------------- |
| Nr.                    | Rytter                   | Placering              |
| 35                     | Julie Marckmann Sørensen | 28.                    |
| 36                     | Michelle Hvid Hansen     | 30.                    |
| 37                     | Maria Tømmerby Thomsen   | DNF                    |
| 38                     | Anna Sofie Thidemann     | DNF                    |

| Aarhus Studenternes Cykelklub ___ | Aarhus Studenternes Cykelklub ___ | Aarhus Studenternes Cykelklub ___ |
| --------------------------------- | --------------------------------- | --------------------------------- |
| Nr.                               | Rytter                            | Placering                         |
| 39                                | Emilie Olesen                     | DNF                               |

| FDJ-Suez FST | FDJ-Suez FST                | FDJ-Suez FST |
| ------------ | --------------------------- | ------------ |
| Nr.          | Rytter                      | Placering    |
| 1            | Cecilie Uttrup Ludwig (DEN) | 7.           |

| Movistar Team MOV | Movistar Team MOV    | Movistar Team MOV |
| ----------------- | -------------------- | ----------------- |
| Nr.               | Rytter               | Placering         |
| 2                 | Emma Norsgaard Bjerg | 9.                |

| Uno-X Pro Cycling Team UXT | Uno-X Pro Cycling Team UXT | Uno-X Pro Cycling Team UXT |
| -------------------------- | -------------------------- | -------------------------- |
| Nr.                        | Rytter                     | Placering                  |
| 3                          | Amalie Dideriksen (DEN)    | 4.                         |
| 4                          | Rebecca Koerner            | 1.                         |

| Proximus-Alphamotorhomes-Doltcini ___ | Proximus-Alphamotorhomes-Doltcini ___ | Proximus-Alphamotorhomes-Doltcini ___ |
| ------------------------------------- | ------------------------------------- | ------------------------------------- |
| Nr.                                   | Rytter                                | Placering                             |
| 5                                     | Trine Holmsgaard                      | DNS                                   |

| Arbejdernes Bicycle Club København ___ | Arbejdernes Bicycle Club København ___ | Arbejdernes Bicycle Club København ___ |
| -------------------------------------- | -------------------------------------- | -------------------------------------- |
| Nr.                                    | Rytter                                 | Placering                              |
| 6                                      | Louise Vig Clausen                     | 32.                                    |
| 7                                      | Sophie Nielsen Trampe                  | DNF                                    |

| ACR Women Elite ___ | ACR Women Elite ___          | ACR Women Elite ___ |
| ------------------- | ---------------------------- | ------------------- |
| Nr.                 | Rytter                       | Placering           |
| 8                   | Mie Nordlund Pedersen        | 10.                 |
| 9                   | Caroline Kirk Schad          | DNF                 |
| 10                  | Kirstine Frida Rysbjerg Munk | 19.                 |
| 11                  | Anna Serop                   | 29.                 |

| Carbonbike Giordana by Gen Z ___ | Carbonbike Giordana by Gen Z ___ | Carbonbike Giordana by Gen Z ___ |
| -------------------------------- | -------------------------------- | -------------------------------- |
| Nr.                              | Rytter                           | Placering                        |
| 12                               | Ellen Hjøllund Klinge            | 16.                              |

| CeramicSpeed Herning CK Elite ___ | CeramicSpeed Herning CK Elite ___ | CeramicSpeed Herning CK Elite ___ |
| --------------------------------- | --------------------------------- | --------------------------------- |
| Nr.                               | Rytter                            | Placering                         |
| 13                                | Trine Andersen (DEN)              | 14.                               |

| Cycling Club Hillerød ___ | Cycling Club Hillerød ___ | Cycling Club Hillerød ___ |
| ------------------------- | ------------------------- | ------------------------- |
| Nr.                       | Rytter                    | Placering                 |
| 14                        | Josefine Huitfeldt        | 17.                       |

| Cykle Clubben Hjørring ___ | Cykle Clubben Hjørring ___   | Cykle Clubben Hjørring ___ |
| -------------------------- | ---------------------------- | -------------------------- |
| Nr.                        | Rytter                       | Placering                  |
| 15                         | Laura Pernille Kragh Nielsen | 25.                        |

| Cykle Klubben Aarhus ___ | Cykle Klubben Aarhus ___ | Cykle Klubben Aarhus ___ |
| ------------------------ | ------------------------ | ------------------------ |
| Nr.                      | Rytter                   | Placering                |
| 16                       | Emma Blom                | DNS                      |

| Horsens Amatør Cykleklub ___ | Horsens Amatør Cykleklub ___ | Horsens Amatør Cykleklub ___ |
| ---------------------------- | ---------------------------- | ---------------------------- |
| Nr.                          | Rytter                       | Placering                    |
| 17                           | Maria Lysdal                 | 21.                          |

| Middelfart Cykel Club ___ | Middelfart Cykel Club ___ | Middelfart Cykel Club ___ |
| ------------------------- | ------------------------- | ------------------------- |
| Nr.                       | Rytter                    | Placering                 |
| 18                        | Maj Hinrichsen            | DNF                       |

| Nordjysk Bicycle Club ___ | Nordjysk Bicycle Club ___ | Nordjysk Bicycle Club ___ |
| ------------------------- | ------------------------- | ------------------------- |
| Nr.                       | Rytter                    | Placering                 |
| 19                        | Anna Damgaard Eriksen     | 23.                       |

| Sydkysten Cycling ___ | Sydkysten Cycling ___ | Sydkysten Cycling ___ |
| --------------------- | --------------------- | --------------------- |
| Nr.                   | Rytter                | Placering             |
| 20                    | Helene Kjær Pedersen  | DNF                   |

| Interklima ABC Copenhagen ___ | Interklima ABC Copenhagen ___ | Interklima ABC Copenhagen ___ |
| ----------------------------- | ----------------------------- | ----------------------------- |
| Nr.                           | Rytter                        | Placering                     |
| 21                            | Johanna Clausen Koerner       | DNF                           |
| 22                            | Maja Winther Brandt Heisel    | DNS                           |
| 23                            | Julie Nielsen Maribo          | 11.                           |
| 24                            | Marie-Louise Hartz Krogager   | 2.                            |
| 25                            | Marita Jensen                 | 6.                            |
| 26                            | Amalie Kvist Nybroe           | 3.                            |
| 27                            | Christina Bragh Lorenzen      | 12.                           |

| JS.dk ___ | JS.dk ___          | JS.dk ___ |
| --------- | ------------------ | --------- |
| Nr.       | Rytter             | Placering |
| 28        | Sidsel Møller Hvas | 26.       |
| 29        | Frederikke Asfeldt | 22.       |

| Team Nyt Syn by Fialla powered by Extreme ___ | Team Nyt Syn by Fialla powered by Extreme ___ | Team Nyt Syn by Fialla powered by Extreme ___ |
| --------------------------------------------- | --------------------------------------------- | --------------------------------------------- |
| Nr.                                           | Rytter                                        | Placering                                     |
| 30                                            | Mia Sofie Rützou (DEN)                        | DNF                                           |
| 31                                            | Mathilde Nødskov Aguirre                      | 31.                                           |
| 32                                            | Anika Rasmussen                               | DNF                                           |

| Torelli TOR | Torelli TOR          | Torelli TOR |
| ----------- | -------------------- | ----------- |
| Nr.         | Rytter               | Placering   |
| 33          | Amalie Winther Olsen | 27.         |

| Varde Cykelklub ___ | Varde Cykelklub ___ | Varde Cykelklub ___ |
| ------------------- | ------------------- | ------------------- |
| Nr.                 | Rytter              | Placering           |
| 34                  | Janni Spangsberg    | 13.                 |

| Aalborg Cykle-Ring ___ | Aalborg Cykle-Ring ___   | Aalborg Cykle-Ring ___ |
| ---------------------- | ------------------------ | ---------------------- |
| Nr.                    | Rytter                   | Placering              |
| 35                     | Julie Marckmann Sørensen | 28.                    |
| 36                     | Michelle Hvid Hansen     | 30.                    |
| 37                     | Maria Tømmerby Thomsen   | DNF                    |
| 38                     | Anna Sofie Thidemann     | DNF                    |

| Aarhus Studenternes Cykelklub ___ | Aarhus Studenternes Cykelklub ___ | Aarhus Studenternes Cykelklub ___ |
| --------------------------------- | --------------------------------- | --------------------------------- |
| Nr.                               | Rytter                            | Placering                         |
| 39                                | Emilie Olesen                     | DNF                               |

### Startliste, U23
| Team Rytger powered by Carl Ras ___ | Team Rytger powered by Carl Ras ___ | Team Rytger powered by Carl Ras ___ |
| ----------------------------------- | ----------------------------------- | ----------------------------------- |
| Nr.                                 | Rytter                              | Placering                           |
| 101                                 | Tusnelda Svanholmer                 | 2.                                  |

| Grouwels-Watersley R&D Road Team ___ | Grouwels-Watersley R&D Road Team ___ | Grouwels-Watersley R&D Road Team ___ |
| ------------------------------------ | ------------------------------------ | ------------------------------------ |
| Nr.                                  | Rytter                               | Placering                            |
| 102                                  | Ida Mechlenborg Krum                 | 3.                                   |

| Lotto Dstny Ladies LDL | Lotto Dstny Ladies LDL | Lotto Dstny Ladies LDL |
| ---------------------- | ---------------------- | ---------------------- |
| Nr.                    | Rytter                 | Placering              |
| 103                    | Mette Egtoft Jensen    | 6.                     |

| ACR Women Elite ___ | ACR Women Elite ___    | ACR Women Elite ___ |
| ------------------- | ---------------------- | ------------------- |
| Nr.                 | Rytter                 | Placering           |
| 104                 | Kathrine Olivia Madsen | 5.                  |

| Aarhus Studenternes Cykelklub ___ | Aarhus Studenternes Cykelklub ___ | Aarhus Studenternes Cykelklub ___ |
| --------------------------------- | --------------------------------- | --------------------------------- |
| Nr.                               | Rytter                            | Placering                         |
| 105                               | Cecilie Porsdal                   | DNF                               |

| Arbejdernes Bicycle Club København ___ | Arbejdernes Bicycle Club København ___ | Arbejdernes Bicycle Club København ___ |
| -------------------------------------- | -------------------------------------- | -------------------------------------- |
| Nr.                                    | Rytter                                 | Placering                              |
| 106                                    | Hannah Barfod Christiansen             | DNF                                    |

| KDM-Pack Cycling Team ___ | KDM-Pack Cycling Team ___ | KDM-Pack Cycling Team ___ |
| ------------------------- | ------------------------- | ------------------------- |
| Nr.                       | Rytter                    | Placering                 |
| 107                       | Mille Troelsen            | 4.                        |

| Team Nyt Syn by Fialla powered by Extreme ___ | Team Nyt Syn by Fialla powered by Extreme ___ | Team Nyt Syn by Fialla powered by Extreme ___ |
| --------------------------------------------- | --------------------------------------------- | --------------------------------------------- |
| Nr.                                           | Rytter                                        | Placering                                     |
| 108                                           | Clara Westergaard                             | DNS                                           |

| Grand Est-Komugi-La Fabrique GEK | Grand Est-Komugi-La Fabrique GEK | Grand Est-Komugi-La Fabrique GEK |
| -------------------------------- | -------------------------------- | -------------------------------- |
| Nr.                              | Rytter                           | Placering                        |
| 109                              | Solbjørk Minke Anderson (DEN)    | 1.                               |

| Aalborg Cykle-Ring ___ | Aalborg Cykle-Ring ___     | Aalborg Cykle-Ring ___ |
| ---------------------- | -------------------------- | ---------------------- |
| Nr.                    | Rytter                     | Placering              |
| 110                    | Gertrud Riis Madsen        | DNF                    |
| 111                    | Fie Vinther Friis-Andersen | 7.                     |

| Team Rytger powered by Carl Ras ___ | Team Rytger powered by Carl Ras ___ | Team Rytger powered by Carl Ras ___ |
| ----------------------------------- | ----------------------------------- | ----------------------------------- |
| Nr.                                 | Rytter                              | Placering                           |
| 112                                 | Laura Auerbach-Lind                 | DNS                                 |

| Team Rytger powered by Carl Ras ___ | Team Rytger powered by Carl Ras ___ | Team Rytger powered by Carl Ras ___ |
| ----------------------------------- | ----------------------------------- | ----------------------------------- |
| Nr.                                 | Rytter                              | Placering                           |
| 101                                 | Tusnelda Svanholmer                 | 2.                                  |

| Grouwels-Watersley R&D Road Team ___ | Grouwels-Watersley R&D Road Team ___ | Grouwels-Watersley R&D Road Team ___ |
| ------------------------------------ | ------------------------------------ | ------------------------------------ |
| Nr.                                  | Rytter                               | Placering                            |
| 102                                  | Ida Mechlenborg Krum                 | 3.                                   |

| Lotto Dstny Ladies LDL | Lotto Dstny Ladies LDL | Lotto Dstny Ladies LDL |
| ---------------------- | ---------------------- | ---------------------- |
| Nr.                    | Rytter                 | Placering              |
| 103                    | Mette Egtoft Jensen    | 6.                     |

| ACR Women Elite ___ | ACR Women Elite ___    | ACR Women Elite ___ |
| ------------------- | ---------------------- | ------------------- |
| Nr.                 | Rytter                 | Placering           |
| 104                 | Kathrine Olivia Madsen | 5.                  |

| Aarhus Studenternes Cykelklub ___ | Aarhus Studenternes Cykelklub ___ | Aarhus Studenternes Cykelklub ___ |
| --------------------------------- | --------------------------------- | --------------------------------- |
| Nr.                               | Rytter                            | Placering                         |
| 105                               | Cecilie Porsdal                   | DNF                               |

| Arbejdernes Bicycle Club København ___ | Arbejdernes Bicycle Club København ___ | Arbejdernes Bicycle Club København ___ |
| -------------------------------------- | -------------------------------------- | -------------------------------------- |
| Nr.                                    | Rytter                                 | Placering                              |
| 106                                    | Hannah Barfod Christiansen             | DNF                                    |

| KDM-Pack Cycling Team ___ | KDM-Pack Cycling Team ___ | KDM-Pack Cycling Team ___ |
| ------------------------- | ------------------------- | ------------------------- |
| Nr.                       | Rytter                    | Placering                 |
| 107                       | Mille Troelsen            | 4.                        |

| Team Nyt Syn by Fialla powered by Extreme ___ | Team Nyt Syn by Fialla powered by Extreme ___ | Team Nyt Syn by Fialla powered by Extreme ___ |
| --------------------------------------------- | --------------------------------------------- | --------------------------------------------- |
| Nr.                                           | Rytter                                        | Placering                                     |
| 108                                           | Clara Westergaard                             | DNS                                           |

| Grand Est-Komugi-La Fabrique GEK | Grand Est-Komugi-La Fabrique GEK | Grand Est-Komugi-La Fabrique GEK |
| -------------------------------- | -------------------------------- | -------------------------------- |
| Nr.                              | Rytter                           | Placering                        |
| 109                              | Solbjørk Minke Anderson (DEN)    | 1.                               |

| Aalborg Cykle-Ring ___ | Aalborg Cykle-Ring ___     | Aalborg Cykle-Ring ___ |
| ---------------------- | -------------------------- | ---------------------- |
| Nr.                    | Rytter                     | Placering              |
| 110                    | Gertrud Riis Madsen        | DNF                    |
| 111                    | Fie Vinther Friis-Andersen | 7.                     |

| Team Rytger powered by Carl Ras ___ | Team Rytger powered by Carl Ras ___ | Team Rytger powered by Carl Ras ___ |
| ----------------------------------- | ----------------------------------- | ----------------------------------- |
| Nr.                                 | Rytter                              | Placering                           |
| 112                                 | Laura Auerbach-Lind                 | DNS                                 |